# Rui de Mascarenhas
Rui de Mascarenhas (Vila Pery, Moçambique, 14 de Dezembro de 1928 — Porto, 22 de Fevereiro de 1987) foi um cantor português. Entre os seus maiores sucessos encontramos os temas "Maria Helena", "Encontro às Dez" ou "Pauliteiros do Douro".

## Biografia
Rui de Mascarenhas, de seu verdadeiro nome Rui de Pinho Ferreira, nasceu a 14 de Dezembro de 1928 em Vila Pery, na Província Ultramarina de Moçambique.
Viveu em Moçambique até aos cinco anos de idade, mas devido à vida profissional de seu pai, oficial do Exército português, mudou de residência frequentemente, primeiro para a Metrópole e, a partir de 1946 para a ilha de São Miguel, nos Açores, onde frequentou o Liceu Nacional Antero de Quental, do quarto ao sétimo anos.
Posteriormente foi viver para Lisboa onde ingressou na Escola de Belas-Artes a fim de cursar arquitectura. No entanto, acabaria depois por ingressar na Escola Naval.
Em 1951 estreou-se oficialmente, numa das sessões de Passatempos APA, uma emissão publicitária radiofónica. Este programa era emitido em directo do antigo Cinema Éden.
No ano seguinte actuou no Brasil e posteriormente participou no programa radiofónico Companheiros da Alegria, apresentado por Igrejas Caeiro. 
Um dos seus maiores sucessos desta época é "Encontro às dez" da dupla Jerónimo Bragança e Nóbrega e Sousa.
O talento Rui de Mascarenhas garantiu-lhe vários galardões, como o Prémio de Interpretação da Emissora Nacional ou a nível internacional como um galardão atribuído no Festival de Genebra de 1957, uma Medalha de Ouro em Cannes 1961 ou o primeiro prémio no Festival da Costa Verde, de 1963, em Espanha.
Em 1959 foi viver para França, onde permaneceu cerca de quatro anos tendo sido, depois de Amália, o segundo artista português a actuar no Olympia.
Depois de uma breve passagem por Espanha, ruma em 1964 a Nova Iorque, ficando viver durante dezoito anos nos Estados Unidos da América, com actuações regulares em cidades com Miami Beach ou Los Angeles.
Em 1965 grava Canções por Rui de Mascarenhas para a RTP acompanhado pelo conjunto de Jorge Machado num programa apresentado por Fialho Gouveia.
Mudando-se para o Canadá, nos inícios dos anos 80, Rui de Mascarenhas surgiu em vários programas de televisão e participou na opereta A Viúva Alegre, sendo  único português deste espectáculo falado em francês num elenco de 120 pessoas.
Rui de Mascarenhas morreu a 22 de Fevereiro de 1987, no Porto.
Na altura da sua morte, provocada por uma embolia cerebral, preparava-se para regressar aos palcos portugueses, tendo agendada uma actuação para o dia 26 de Fevereiro, juntamente com a Orquestra da Felicidade do Brilho e da Glória, na sala lisboeta Loucuras (antigo Jardim Cinema) dirigida por José Nuno Martins.
Rui de Mascarenhas é recordado na toponímia de Caldas da Rainha (Distrito de Leiria), com uma rua com seu nome na freguesia de Nossa Senhora do Pópulo em pleno núcleo urbano.

## Discografia
- 196? - Amor (LP)[1]
- 196? - Mourir Ou Vivre (LP)[1]

### Compilações
- 1994 - O Melhor dos Melhores (CD, Movieplay)[4]
- 1996 - Encontro às Dez (CD,EMI-Valentim de Carvalho)[5]